# SM3 (хеш-функция)
SM3 — криптографическая хэш-функция, являющаяся частью национального криптографического стандарта Китая. Она была опубликована Государственным управлением криптографии 17 декабря 2010 под названием «GM/T 0004-2012: криптографический хэш алгоритм SM3». SM3 в основном используется в электронных подписях, имитовставках и генераторах псевдослучайных чисел.

## Определяющий стандарт
Функция SM3 определена в стандарте «GM/T 0004-2012: криптографический хэш алгоритм SM3».
Приказом от 2016 года Национальное управление криптографии утвердило SM3 как один из отраслевых стандартов.

## История создания
SM3 — 256-битный хэш алгоритм. Он является модификацией SHA-2. Создательница алгоритма — Ван Сяоюнь, которая известна открытием новых способов атак для разных криптографических хэш-функций (MD5 и SHA-1). SM3 был опубликован в 2010 году. SM3 использует структуру Меркла — Дамгора.

## Описание алгоритма

### Общее описание

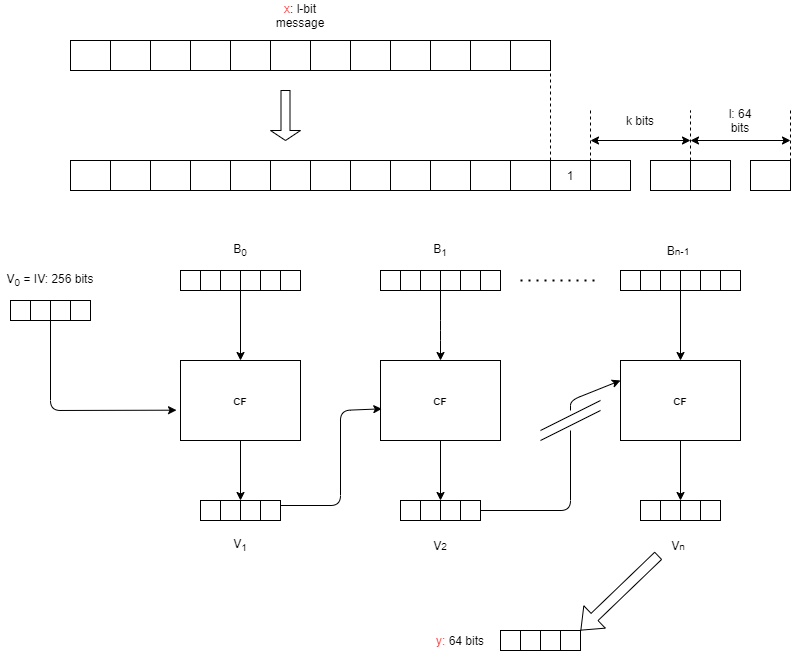
Графическое представление работы алгоритма SM3

Алгоритм принимает на вход сообщение {\displaystyle m} длины {\displaystyle l}. После процедуры пэддинга и нескольких итераций компрессии на выходе получится 256-битное значение хэш-функции.

### Значения вектора инициализации
Значения для инициализации следующие:
- {\displaystyle V_{0}^{(0)}=7380166f}
- {\displaystyle V_{1}^{(0)}=4914b2b9}
- {\displaystyle V_{2}^{(0)}=172442d7}
- {\displaystyle V_{3}^{(0)}=da8a0600}
- {\displaystyle V_{4}^{(0)}=a96f30bc}
- {\displaystyle V_{5}^{(0)}=163138aa}
- {\displaystyle V_{6}^{(0)}=e38dee4d}
- {\displaystyle V_{7}^{(0)}=b0fb0e4e}

### Константы
{\displaystyle T_{j}={\begin{cases}79cc4519,&{\mbox{if }}0\leq j\leq 15\\7a879d8a,&{\mbox{if }}16\leq j\leq 63\end{cases}}}

### Булевы функции
{\displaystyle FF_{j}={\begin{cases}X\oplus Y\oplus Z,&{\mbox{for }}0\leq j\leq 15\\(X\wedge Y)\lor (Y\wedge Z)\lor (X\wedge Z),&{\mbox{if }}16\leq j\leq 63\end{cases}}}

{\displaystyle GG_{j}={\begin{cases}X\oplus Y\oplus Z,&{\mbox{for }}0\leq j\leq 15\\(X\wedge Y)\lor (\neg X\wedge Z),&{\mbox{if }}16\leq j\leq 63\end{cases}}}

### Перестановки
{\displaystyle P_{0}(X)=X\oplus (X<<<9)\oplus (X<<<17)}
{\displaystyle P_{1}(X)=X\oplus (X<<<15)\oplus (X<<<23)}

### Пэддинг
Сообщение {\displaystyle m} сосостоит из {\displaystyle l} бит. Добавим бит 1 к концу сообщения, а также {\displaystyle k} нулевых бит, где {\displaystyle k} — наименьшее неотрицательное число, удовлетворяющее соотношению {\displaystyle l+k+1\equiv 488{\mbox{ mod }}512}. Затем к полученному сообщению необходимо добавить 64-битную строку, являющуюся двоичным представлением числа {\displaystyle l}, изначальной длины сообщения. В результате будет получена строка {\displaystyle m'}, длина которой кратна 512.

### Процедура повторения функции компрессии
Сообщение {\displaystyle m'}, уже прошедшее пэддинг, разделяется на 512-битные блоки (в обозначениях {\displaystyle m'=B^{(0)}B^{(1)}\dots B^{(n-1)}}, где {\displaystyle n={\frac {l+k+65}{512}}}).
Далее алгоритм следующий:
{\displaystyle {\mbox{FOR }}i=0{\mbox{ to }}n-1:}
{\displaystyle V(i+1)=CF(V(i),B(i))}
{\displaystyle ENDFOR}
Здесь {\displaystyle CF} — функция компрессии, {\displaystyle V^{(0)}} — 256-битный вектор инициализации. Результат после итерации есть {\displaystyle V^{(n)}}.

### Расширение сообщения
Блок сообщения {\displaystyle B^{(i)}} расширяется до 132 слов {\displaystyle W_{0},W_{1}\dots W_{67},W'_{1}\dots W'_{63}}, которые добавлены к компрессионной функции {\displaystyle CF}:
Делим блок {\displaystyle B^{(i)}} на 16 слов.
{\displaystyle {\mbox{FOR }}j=16{\mbox{ to }}j=67:}
{\displaystyle W_{j}\leftarrow P_{1}(W_{j-16}\oplus W_{j-9}\oplus (W_{j-3}<<<15))\oplus (W_{j-13}<<<7)\oplus W_{j-6}}
{\displaystyle ENDFOR}
{\displaystyle {\mbox{FOR }}j=0{\mbox{ to }}j=63:}
{\displaystyle W_{j}=W_{j}\oplus W_{j+4}}
{\displaystyle ENDFOR}

### Компрессионная функция
Пусть {\displaystyle A{\mbox{, }}B{\mbox{, }}C{\mbox{, }}D{\mbox{, }}E{\mbox{, }}F{\mbox{, }}G{\mbox{, }}H} — 8 слов регистров, {\displaystyle SS1{\mbox{, }}SS2{\mbox{, }}TT1{\mbox{, }}TT2} — 4 промежуточные переменные. Вычислительная процедура следующая:
{\displaystyle ABCDEFGH\leftarrow V(i)}

{\displaystyle {\mbox{FOR }}j=0{\mbox{ to }}63}

{\displaystyle SS1\leftarrow ((A<<<12)+E+(T_{j}<<<(j{\mbox{ mod }}32)))<<<7}
{\displaystyle SS2\leftarrow SS1\oplus (A<<<12)} 

{\displaystyle TT1\leftarrow FF_{j}(A,B,C)+D+SS2+W'_{j}} 

{\displaystyle TT2\leftarrow GG_{j}(E,F,G)+H+SS1+W'_{j}}

{\displaystyle D\leftarrow C}

{\displaystyle C\leftarrow B<<<9}

{\displaystyle B\leftarrow A}

{\displaystyle A\leftarrow TT1}

{\displaystyle H\leftarrow G}

{\displaystyle G\leftarrow F<<<19}

{\displaystyle F\leftarrow E}

{\displaystyle E\leftarrow P_{0}(TT2)}

{\displaystyle ENDFOR}

{\displaystyle V(i+1)\leftarrow ABCDEFGH\oplus V(i)}

### Значение хэш-функции
Итого,
{\displaystyle ABCDEFGH\leftarrow V^{(n)}}. Отсюда окончательное значение хэш-функции {\displaystyle y:=ABCDEFGH}.

## Примеры работы алгоритма на разных сообщениях[3]

### Пример 1
Для входного сообщения «abc» (и его ASCII версии 616263 соответственно) значение хэш-функции равно:
```
66c7f0f4 62eeedd9 d1f2d46b dc10e4e2 4167c487 5cf2f7a2 297da02b 8f4ba8e0
```

### Пример 2
Для входного сообщения с кодом длиной 512 бит:
```
61626364 61626364 61626364 61626364 61626364 61626364 61626364 61626364
61626364 61626364 61626364 61626364 61626364 61626364 61626364 61626364
```

Хэш-функция будет равна:
```
debe9ff9 2275b8a1 38604889 c18e5a4d 6fdb70e5 387e5765 293dcba3 9c0c5732
```

## Аппаратная оптимизация и оценка эффективности
Результаты сравнения эффективности алгоритма SM3, оригинального и 2 его оптимизаций, а также SHA-256 представлены в таблице ниже. Эффективность оценивается для параметров, которые указаны в заглавии колонок.
| Название алгоритма | Девайс   | Slices | Максимальная частота (MHz) | Бит/цикл | Пропускная способность (Mbps) | Пропускная способность/slice |
| ------------------ | -------- | ------ | -------------------------- | -------- | ----------------------------- | ---------------------------- |
| Стандартный SM3    | Virtex-5 | 384    | 214                        | 7.53     | 1611                          | 4.20                         |
| C-SM3              | Virtex-5 | 234    | 215                        | 7.53     | 1619                          | 6.92                         |
| T-SM3              | Virtex-5 | 328    | 362                        | 7.53     | 2726                          | 8.31                         |
| SHA-256            | Virtex-5 | 319    | 221                        | 7.76     | 1714                          | 5.37                         |

## Криптоанализ
Не существует никаких формальных доказательств относительно качества этого алгоритма, тем не менее, не зарегистрировано успешных атак на SM3.
Криптоаналитические результаты для различных атак на алгоритм SM3 агрегированы в следующей таблице.
| Тип атаки                        | Число шагов | Сложность | Ссылка на исследование |
| -------------------------------- | ----------- | --------- | ---------------------- |
| Коллизионная атака               | 20          | 2^117.1   | [ 6 ]                  |
| Коллизия инициализации           | 24          | 2^249     | [ 6 ]                  |
| Атака нахождения прообраза       | 28          | 2^241.5   | [ 7 ]                  |
| Атака нахождения прообраза       | 30          | 2^249     | [ 7 ]                  |
| Атака нахождения прообраза       | 29          | 2^245     | [ 8 ]                  |
| Атака нахождения прообраза       | 30          | 2^251.1   | [ 8 ]                  |
| Псевдоатака нахождения прообраза | 31          | 2^245     | [ 8 ]                  |
| Псевдоатака нахождения прообраза | 32          | 2^251.1   | [ 8 ]                  |
| Методом бумеранга                | 33          | 2^125     | [ 9 ]                  |
| Методом бумеранга                | 35          | 2^117.1   | [ 9 ]                  |
| Методом бумеранга                | 35          | 2^33.6    | [ 10 ]                 |
| Методом бумеранга                | 37          | 2^192     | [ 10 ]                 |

## Реализация и применение
Алгоритм является открытым и, по утверждениям Китайского информационного интернет-центра, является аналогом SHA-256 в вопросах безопасности и эффективности.
Так как SM3 является единственной функцией, разрешенной для использования в Китае Национальным управлением криптографии, ее реализация в аппаратуре необходима для применения в китайском оборудовании.
Примеры прикладного применения SM3 указаны в таблице:
| Область применения       | Детали |
| ------------------------ | --- |
| X.509                    | Существует реализация SM3 для создания электронной цифровой подписи сертификата |
| PGP                      | SM3 наряду с SM2 и SM4 реализован в расширении PGP для использования на территории Китая |
| IPSec                    | Реализация IPSec IKEv1 поддерживает SM3 |
| Financial IC Card        | Одним из методов обеспечивания безопасности банковских карт, основанных на чипах, является SM3 .                                                                                            |
| OpenSSL                  | В криптографической библиотеке OpenSSL реализован алгоритм SM3 |
| Hash Crypto Engine BA413 | BA413 является блоком для проектирования микросхем, который используется для задачи формирования ключа и применения цифровой подписи. Для применения на территории Китая в нем внедрен SM3. |